# Wayne Embry
Wayne Richard Embry (Springfield, Ohio, 26 de marzo de 1937) es un exjugador de baloncesto estadounidense que disputó 11 temporadas en la NBA. Con 2,03 metros de altura, jugaba en la posición de ala-pívot.

## Trayectoria deportiva

### Universidad
Jugó durante 4 temporadas con los RedHawks de la Universidad de Miami (Ohio), donde fue dos veces elegido All-American y consiguió llevar a su equipo en dos ocasiones al título de la Mid-American Conference y a participar en sendas ediciones de la fase final del Torneo de la NCAA.En 2008 todavía mantiene varios récords de su universidad, como el de máximo reboteador, con 15,5 capturas por partido. Promedió además 19,4 puntos por encuentro. Su camiseta con el número 23 fue retirada por los RedHawks como homenaje por su trayectoria.

### Profesional
Fue elegido en la tercera ronda del Draft de la NBA de 1958, en el puesto 22, por St. Louis Hawks, aunque sus derechos fueron traspasados a Cincinnati Royals, donde comenzó su etapa profesional. Allí jugó durante 8 años, promediando un doble-doble en casi todas sus temporadas. fue elegido en 5 ocasiones para disputar el All-Star Game. En la temporada 1966-67 fue traspasado a Boston Celtics, con quienes ganaría su único anillo de campeón de la NBA.
Tras un último año con la camiseta de Milwaukee Bucks, se retiraría con 31 años, tras 11 como profesional. En total promedió 12,5 puntos y 9,1 rebotes por partido.

## Estadísticas de su carrera en la NBA
|  | Denota temporadas en las que fue Campeón de la NBA |
|  | Líder de la liga                                   |

### Temporada regular
| Año      | Equipo     | PJ  | PT | MPP  | %TC  | %3P | %TL  | RPP  | APP | ROB | TPP | PPP  |
| -------- | ---------- | --- | -- | ---- | ---- | --- | ---- | ---- | --- | --- | --- | ---- |
| 1958–59  | Cincinnati | 66  | -  | 24.1 | .387 | -   | .656 | 9.0  | 1.5 | -   | -   | 11.4 |
| 1959–60  | Cincinnati | 73  | -  | 21.8 | .439 | -   | .514 | 9.5  | 1.1 | -   | -   | 10.6 |
| 1960–61  | Cincinnati | 79* | -  | 28.3 | .451 | -   | .668 | 10.9 | 1.6 | -   | -   | 14.4 |
| 1961–62  | Cincinnati | 75  | -  | 35.0 | .466 | -   | .690 | 13.0 | 2.4 | -   | -   | 19.8 |
| 1962–63  | Cincinnati | 76  | -  | 33.0 | .458 | -   | .667 | 12.3 | 2.3 | -   | -   | 18.6 |
| 1963–64  | Cincinnati | 80  | -  | 36.4 | .458 | -   | .650 | 11.6 | 1.4 | -   | -   | 17.3 |
| 1964–65  | Cincinnati | 74  | -  | 30.3 | .456 | -   | .644 | 10.0 | 1.2 | -   | -   | 12.7 |
| 1965–66  | Cincinnati | 80* | -  | 23.5 | .411 | -   | .603 | 6.6  | 1.0 | -   | -   | 7.6  |
| 1966–67  | Boston     | 72  | -  | 10.1 | .409 | -   | .569 | 4.1  | 0.6 | -   | -   | 5.2  |
| 1967–68† | Boston     | 78  | -  | 13.9 | .400 | -   | .589 | 4.1  | 0.7 | -   | -   | 6.3  |
| 1968–69  | Milwaukee  | 78  | -  | 30.2 | .427 | -   | .664 | 8.6  | 1.9 | -   | -   | 13.1 |
| Total    | Total      | 831 | -  | 26.2 | .440 | -   | .640 | 9.1  | 1.4 | -   | -   | 12.5 |

### Playoffs
| Año      | Equipo     | PJ | PT | MPP  | %TC  | %3P | %TL  | RPP  | APP | ROB | TPP | PPP  |
| -------- | ---------- | -- | -- | ---- | ---- | --- | ---- | ---- | --- | --- | --- | ---- |
| 1961–62  | Cincinnati | 4  | -  | 32.0 | .467 | -   | .778 | 11.3 | 2.0 | -   | -   | 14.0 |
| 1962–63  | Cincinnati | 12 | -  | 32.8 | .450 | -   | .662 | 13.5 | 1.3 | -   | -   | 16.8 |
| 1963–64  | Cincinnati | 10 | -  | 36.3 | .381 | -   | .622 | 12.4 | 2.1 | -   | -   | 13.4 |
| 1964–65  | Cincinnati | 4  | -  | 30.8 | .438 | -   | .818 | 6.3  | 2.0 | -   | -   | 12.8 |
| 1965–66  | Cincinnati | 5  | -  | 27.8 | .421 | -   | .583 | 6.8  | 0.4 | -   | -   | 7.8  |
| 1966–67  | Boston     | 5  | -  | 7.6  | .387 | -   | .500 | 2.6  | 0.6 | -   | -   | 5.2  |
| 1967–68† | Boston     | 16 | -  | 10.1 | .390 | -   | .448 | 2.8  | 0.4 | -   | -   | 3.7  |
| Total    | Total      | 56 | -  | 24.1 | .418 | -   | .645 | 8.0  | 1.1 | -   | -   | 10.1 |

## Vida posterior
Tras su retirada, se convirtió en el primer Mánager General de raza afroamericana de la historia de la NBA, haciéndose cargo de los Milwaukee Bucks (1971-1979), Cleveland Cavaliers (1986-1999), y Toronto Raptors (2006). Fue elegido en 1992 y 1998 Ejecutivo del Año de la NBA.